# Episteme simplex
Episteme simplex är en fjärilsart som beskrevs av Butler 1875. Episteme simplex ingår i släktet Episteme och familjen nattflyn. Inga underarter finns listade i Catalogue of Life.